# Piet Gunning
Pieter "Piet" Adriaan Gunning (Hoogkerk, 5. srpnja 1913. — Bloemendaal,  23. svibnja 1967.) je bivši nizozemski hokejaš na travi. Igrao je na mjestu napadača.
Osvojio je brončano odličje na hokejaškom turniru na Olimpijskim igrama 1936. u Berlinu igrajući za Nizozemsku. Odigrao je svih pet susreta. Te godine je igrao za HC Bloemendaal.

## Vanjske poveznice
- Profil na Database Olympics
- Profil  Arhivirana inačica izvorne stranice od 17. prosinca 2012. (Wayback Machine)